# 岐阜県美術館

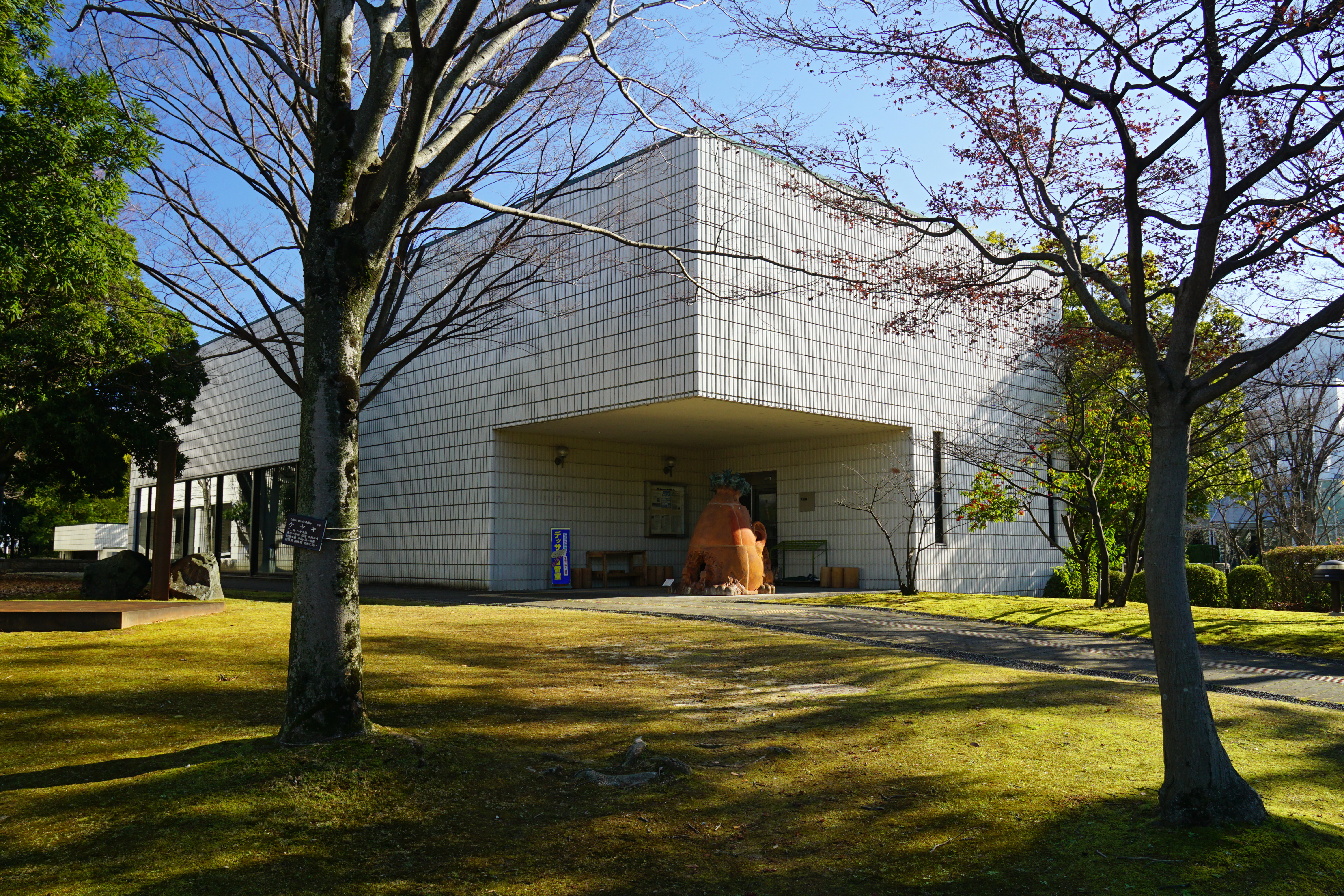
実習棟

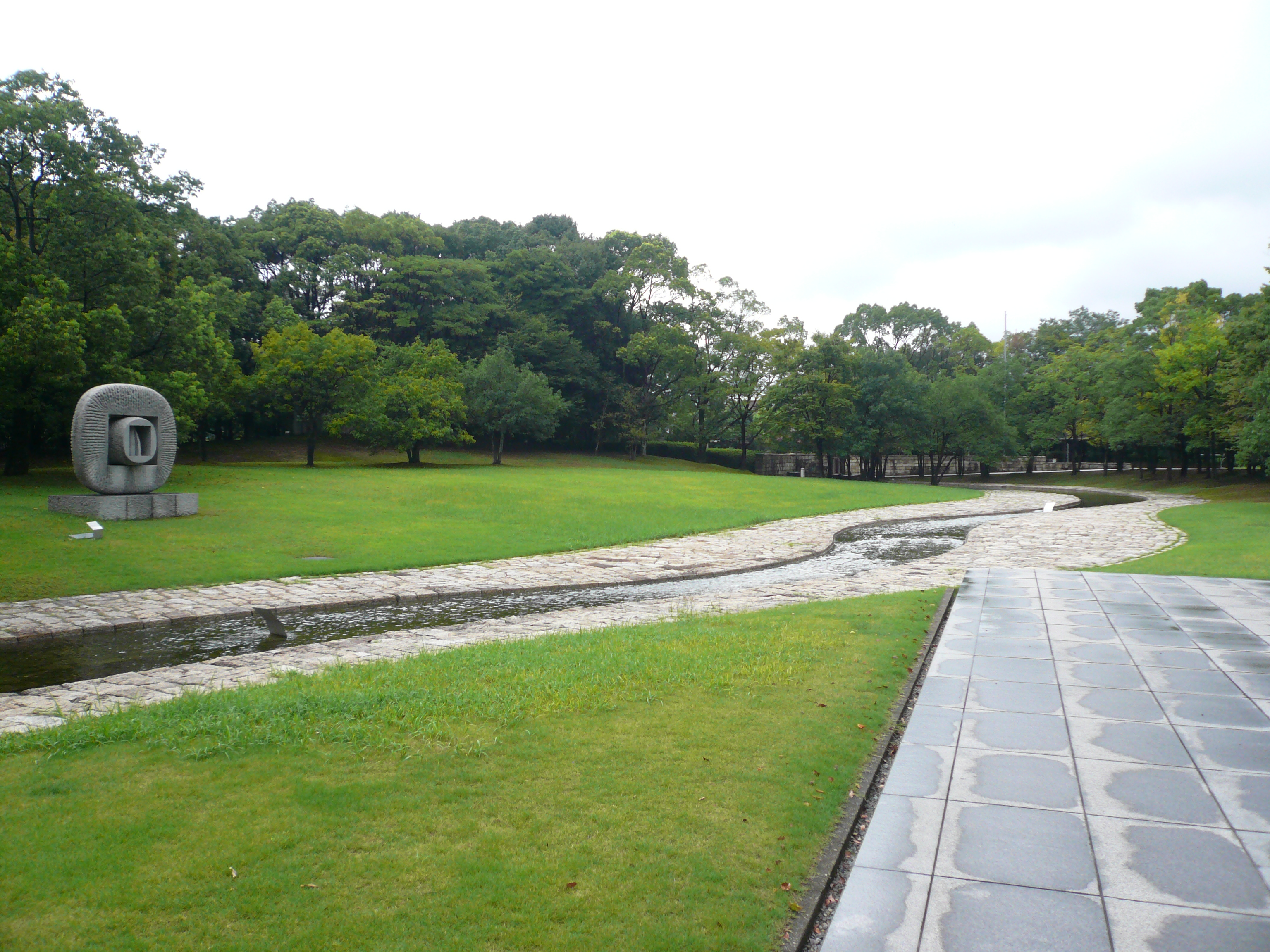
庭園

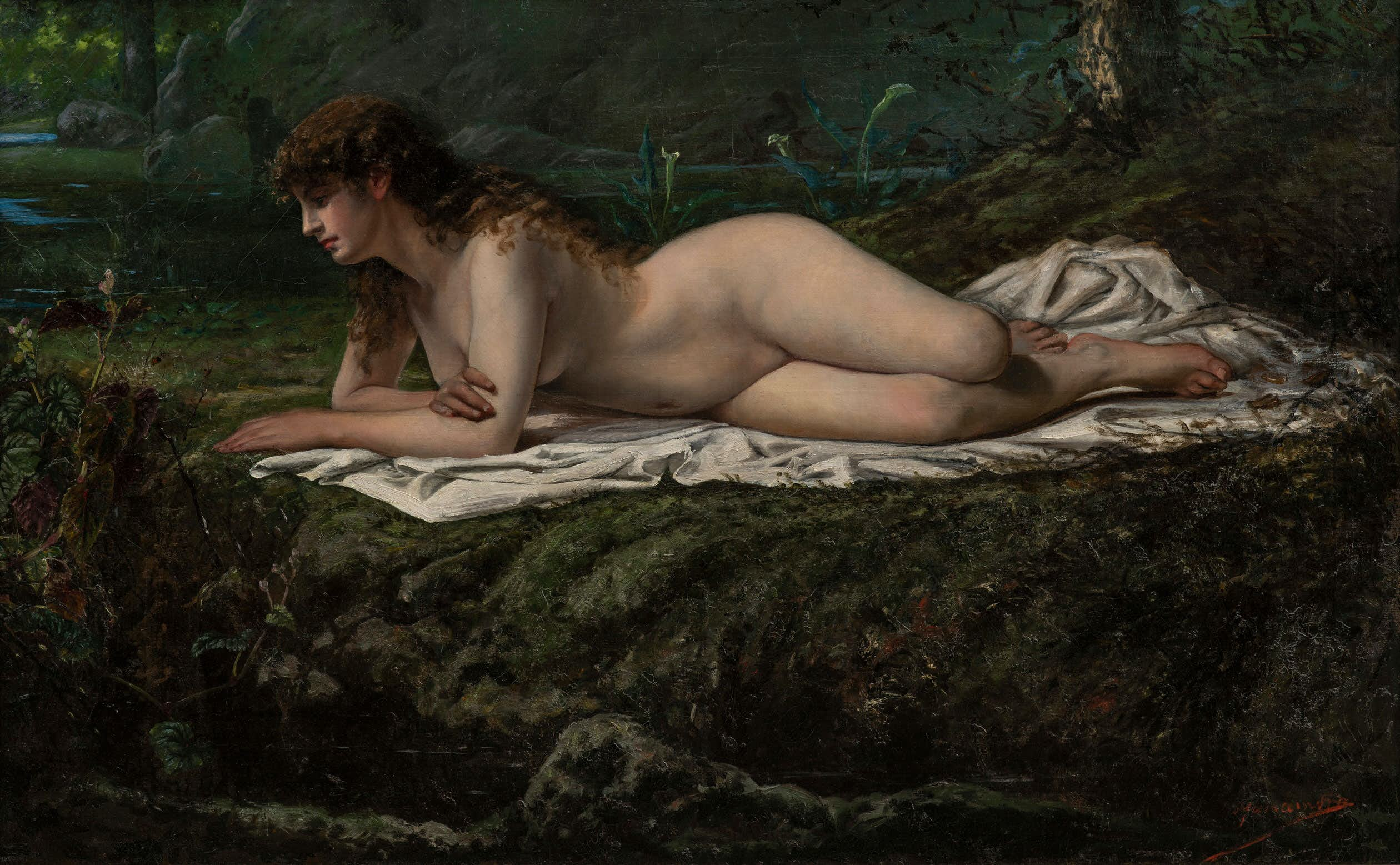
山本芳翠『裸婦』1880年頃

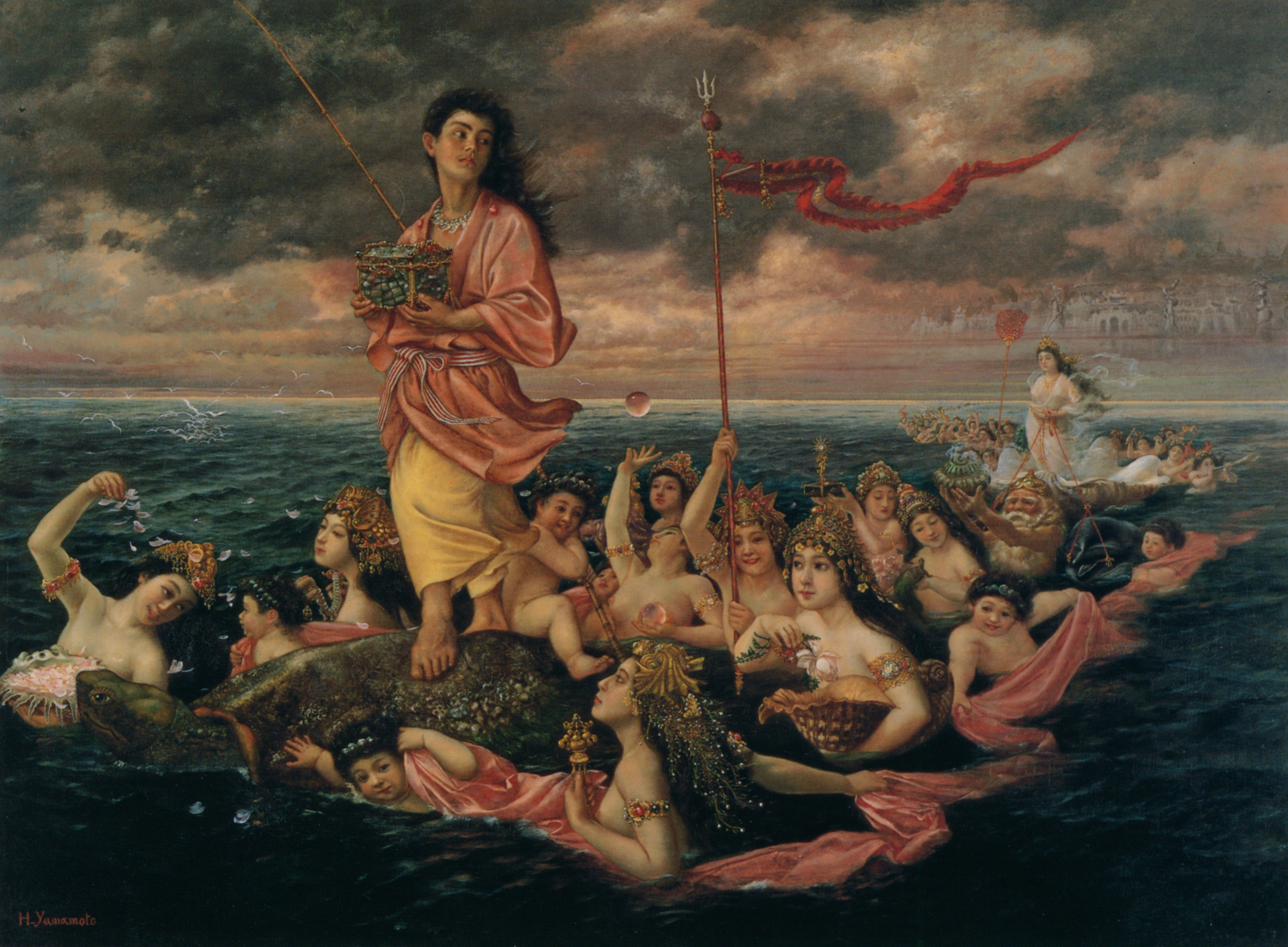
山本芳翠『浦島図』1893 - 1895年頃

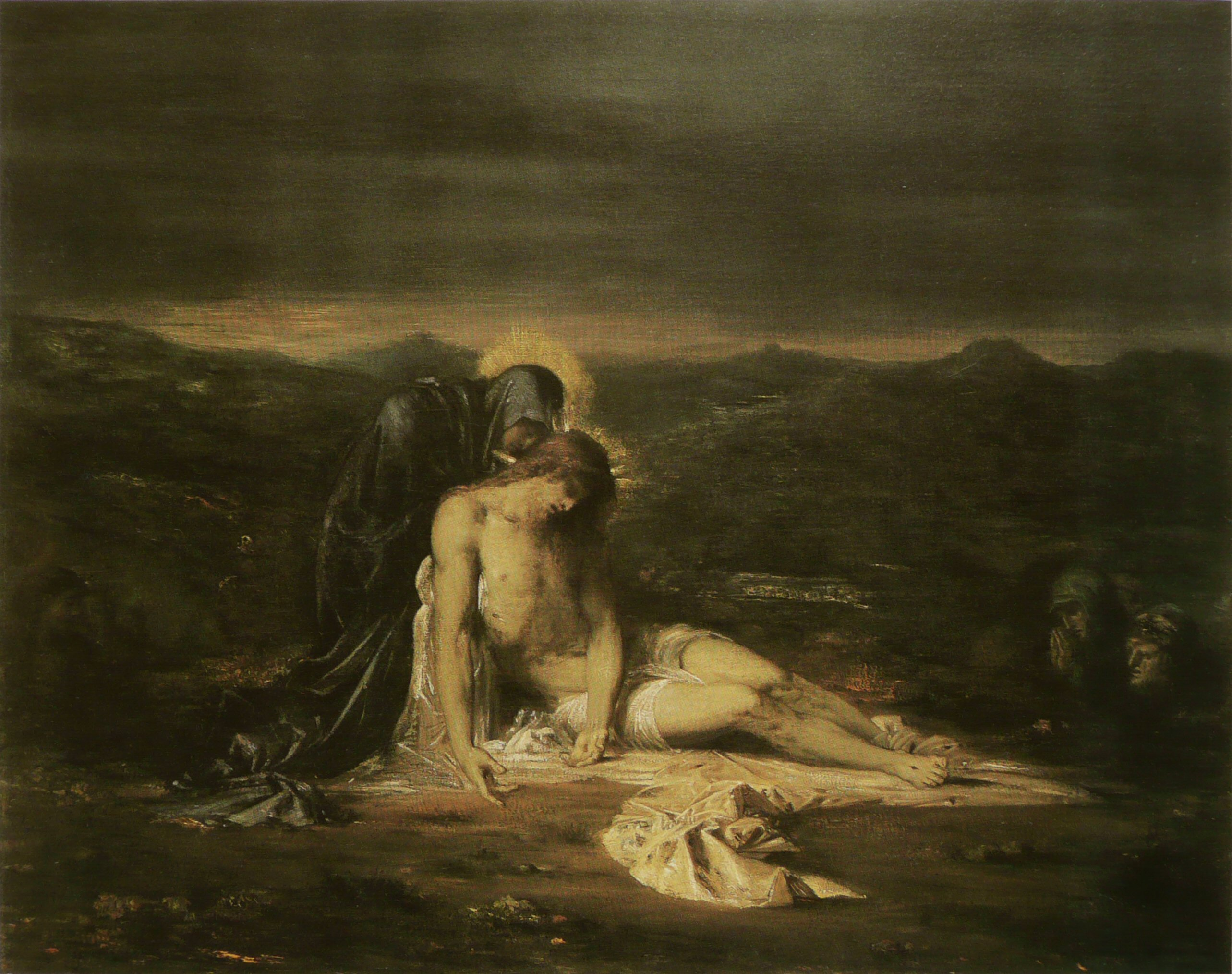
ギュスターヴ・モロー『ピエタ』1854年

岐阜県美術館（ぎふけんびじゅつかん、Museum of Fine Arts,GIFU）は、岐阜県が運営している公立の美術館である。

## 概略
1982年（昭和57年）11月3日開館。建物は中部建築賞受賞している。
岐阜県出身者やゆかりのある画家（大橋翠石、川合玉堂など）・芸術家の作品を多数収蔵する一方、オディロン・ルドンの作品「眼を閉じて」、「あずまやの下の二人の女」などを多数収蔵している。展示は常設展示と企画展示があり、企画展示については年に6回程度行われている。
庭内には幾多のモニュメントが展示してあり、鑑賞しながら散策することができる。また、ミュージアムショップでは書籍やポストカードなどの他に、地元作家の小品や雑貨も販売されている。2010年（平成22年）から展示室の増築工事が行われ、2012年（平成24年）1月にリニューアルオープンした。
第13回（2013年度）日本建築家協会25年賞受賞。
大規模改修工事のため、2018年（平成30年）11月4日から休館し、2019年（令和元年）11月3日にリニューアルオープンした。
博物館法上の博物館（登録博物館）である。また、岐阜県独自の岐阜県まちかど美術館・博物館に登録されている。

## 主な収蔵品

### 日本画
- 川﨑小虎 - 「うどんげの花を植える女」1912年-16年
- 奥村土牛 - 「犢」1923年
- 玉舎春輝 - 「貴妃追夢」1926年
- 川合玉堂 - 「深山宿雪」1936年
- 伊東深水 - 「鏡」1947年
- 前田青邨 - 「ラ・プランセス」1957年
- 加藤栄三 - 「空」1958年
- 中川とも - 「本朝廿四孝 諏訪神社内だんまり」1973年
- 加藤東一 - 「残照の浜」1970年
- 守屋多々志 - 「砂に還る（楼蘭に想う）」1970年
- 土屋礼一 - 「道」1979年

### 日本の洋画
- 山本芳翠 - 「裸婦」（重要文化財）1880年頃、「浦島図」1893年-95年頃
- 熊谷守一 - 「蝋燭（ローソク）」1909年　「ヤキバノカエリ」1947年
- 岸田劉生 - 「自画像」1914年
- 北蓮蔵 - 「午の憩」1916年
- 長原孝太郎 - 「明星」1930年
- 早川国彦 - 「樹間の放牧」1943年
- 山口薫 - 「画室の森」1949年
- 村井正誠 - 「居ならぶ人々」1969年
- 三尾公三 - 「仮面のステージ」1996年
- 荒川修作 - 「裏から表へ」1969年
- 李禹煥 - 「線より」1977年
- 篠田桃紅 - 「人よ（Ⅱ）」1988年
- 小本章 - 「seeing 93-53」1993年

### 西洋画
- オディロン・ルドン - 「眼は奇妙な気球のように無限に向かう」1882年、「眼をとじて」制作年不明、「ポール・ゴビヤールの肖像」1900年、「オリヴィエ・サンセールの屏風」1903年
- ギュスターヴ・モロー - 「ピエタ」1854年、「聖セバスティアヌスと天使」1876年頃
- ピエール・ピュヴィス・ド・シャヴァンヌ - 「《慈愛》のための習作」1893年-94年頃
- エミール・ベルナール - 「ポンタヴァンの市場」1888年
- ポール・ゴーギャン - 「ナヴェ・ナヴェ・フェヌア（かぐわしき大地）」1893年-94年
- エドヴァルド・ムンク - 「マドンナ」1895年-1902年
- ジュール・パスキン - 「マリエッタの肖像」1928年-29年
- ジョアン・ミロ - 「人と月」1950年
- ピエール＝オーギュスト・ルノワール - 「泉」1910年頃

### 工芸
- 「遊鶴図大皿」（銅胎有線七宝）明治中期頃
- 各務鑛三 - 「飾り皿 銘祈り」1929年
- 荒川豊蔵 - 「唐津風茶碗 銘山ノ端」1953年、「志野茶碗 銘早春」1982年
- 小山富士夫 - 「種子島茶碗 銘柴垣」1977年
- 山田喆 - 「天目釉壷 霞雨霜雪」1947年
- 塚本快示 - 「青白磁大皿」1979年
- 加藤卓男 - 「三彩花器 銘爽容」1990年
- 鈴木蔵 - 「志野茶碗」1992年
- 宗廣力三 - 「藍地縞に丸文様絣着物」1985年
- 山田光 - 「塔」1963年

### 彫刻
- 小清水漸 - 「作業台-Spoons-」1991年
- 天野裕夫 - 「重厚円大蛙」1996年
- ジュリアーノ・ヴァンジ - 「子供を連れた男 No.2」1974年
- アリスティド・マイヨール - 「地中海」1902年-05年

## 施設

### 本館
- 構造：鉄筋コンクリート一部鉄骨造1階建
- 床面積：7,758m2
- 所蔵品展示室（795m2）
- 企画展示室（771m2）
- 県民ギャラリー（684m2）
- 多目的ホール

### 別棟
- 実習棟

## 沿革
- 1975年（昭和50年）
  - 1月27日 - 岐阜県美術館建設懇談会発足[3]。
  - 12月4日 - 建設候補地を加納城跡周辺にしぼる[3]。
- 1978年（昭和53年）12月11日 - 建設地が東洋紡績跡地の一部に決まる。
- 1981年（昭和56年）2月12日 - 起工式を行う[3]。
- 1982年（昭和57年）11月3日 - 開館[3]。
- 1989年（平成元年）4月4日 - 増改築。ハイビジョンギャラリーを開設[3]。
- 1995年（平成7年）3月31日 - 増改築。ハイビジョン・ホールが完成[3]。
- 2011年（平成23年）7月4日 - 増改築などの再整備工事のため休館（10月3日まで）[3]。
- 2012年（平成24年）1月11日 - 再整備工事が完了し、リニューアルオープン[3]。
- 2015年（平成27年）4月1日 - 館長に日比野克彦が就任[6]。
- 2018年（平成30年）11月4日 - 再整備工事のため休館[3]。
- 2019年（令和元年）11月3日 - 再整備工事が完了し、リニューアルオープン[3]。

## 交通

### 公共交通機関
- JR東海道本線・高山本線 岐阜駅（JR岐阜駅バスターミナル6番のりば）、または名鉄名古屋本線・各務原線 名鉄岐阜駅（名鉄岐阜のりば1番のりば）から岐阜バス「加野団地線」市橋行きで「県美術館」停留所下車、徒歩で約1分。
- JR東海道本線 西岐阜駅より徒歩で約15分。
- JR東海道本線 西岐阜駅より西ぎふ・くるくるバス（岐阜市が運行するコミュニティバス、料金100円）で「県図書館・美術館」停留所下車、徒歩で約1分。

### 自動車
- 岐阜県図書館と共用の地下駐車場および地上駐車場がある。

## 周辺
- 岐阜県図書館
- 岐阜市科学館
- 岐阜市八ツ草球場
- 岐阜県立岐南工業高等学校
- 西岐阜駅
- テクノア(パッケージソフトウェアベンダー)